# Parque Lina e Paulo Raia
O Parque Lina e Paulo Raia é um parque localizado no distrito do Jabaquara, Zona Sul da cidade de São Paulo. O parque é interligado ao prédio do Centro Empresarial Itaú Unibanco e à Estação Conceição do Metrô.
Possui área por volta de 15,7 mil m². Conta com diversas opções de lazer, como pista para caminhadas, bicicletário, áreas de estar, playgrounds, aparelhos de ginástica, comedouro para pássaros e sanitários, entre outros. Idealizado na década de 1970 como parte do Projeto CURA (Comunidades Urbanas de Recuperação Acelerada), da Empresa Municipal de Urbanização (EMURB), abriga a Escola Municipal de Iniciação Artística, a única escola de artes de São Paulo a trabalhar com a integração das linguagens artísticas que atende crianças de 5 a 12 anos. O parque também conta com uma vasta opção de fauna e flora, possuindo cerca de 125 espécies de plantas e 34 espécies de animais, além de 24 espécies de aves.
O parque conta com uma casa tombada pelo patrimônio histórico, construída pelo arquiteto polonês Lucjan Korngold, existente no local desde antes da criação do parque e que chegou a abrigar a Cinemateca nos anos 80.